# Roman Leljak
Roman Leljak, slovenski publicist, politik in bivši podjetnik, * 21. avgust 1964, Đurmanec, SFRJ.

## Otroštvo in šolanje
Roman Leljak se je rodil v mestecu Đurmanec, očetu Rudolfu Leljaku in materi Milici Belošević.
Osnovno šolo je obiskoval v Šentjurju. Po končani osnovni šoli leta 1978 se je odločil za vojaški poklic in nadaljeval šolanje v Sarajevu in Beogradu na Srednji vojaški šoli smer SVŠ KoV smer zvez.
Končal specializacijo za šifranta v Jugoslovanski ljudski armadi (JLA) in nato še posebno šolanje v Vojaškem centru varnostne službe v Pančevu.

## Služba v JLA
Leljak, podčastnik JLA, je najprej služboval kot šifrant v vojašnici Ljuba Šercerja v Ljubljanskem armadnem območju, kasneje pa kot organ varnosti JLA. Služboval je še v Postojni in Mariboru. V organih varnosti JLA je prenehal delati februarja 1988. Marca 1987 je zaprosil za prenehanje aktivne vojaške službe.
Nekaj dni pred aretacijami Janeza Janše, Ivana Borštnerja in Davida Tasića (afera JBTZ), so ga 25. maja 1988 aretirali zaradi kraje denarja in kasetofona ter nepooblaščenega snemanja. Priprli so ga v vojaškem zaporu na Metelkovi v Ljubljani, kjer je ostal do 17. avgusta 1988, ko je z gladovno stavko izsilil izpust. Sam je trdil, da je proces proti njemu političen, ker je sovpadal s procesom proti četverici, sta ga takrat podprla Odbor za varstvo človekovih pravic in tednik Mladina. V času preiskave ni imel pravice do civilnega odvetnika. V procesu pred vojaškim sodiščem v Ljubljani je bil obsojen na 14 mesecev zapora. Sodba mu očita zlorabo metod in sredstev v Službi. Prošnjo za prenehanje vojaške službe v JLA so uslišali 20. oktobra 1988. Sodba je razveljavljena s sklepom Vrhovnega sodišča RS 1992 leta in kazen brisana iz evidence.

## Samostojna pot
Ustanovil in vodil je revijo AS, časopis Trač, Srbsko revijo AS, bil je direktor Založbe za alternativno teorijo, ta je izdajala tudi mesečnik Vohun, in je avtor več knjig. Leta 2005 je bil spoznan za krivega enovite goljufije posojili v začetku 1990. let in obsojen na zaporno kazen. Po več letih izogibanja kazni je leta 2008 odšel v zapor. Pred tem, leta 2007, je bil obsojen vnovič, tokrat zaradi goljufanja vlagateljev v podjetje Avto Ideal, v katerem je bil direktor. Po prestani zaporni kazni so postopke proti njemu sprožili upniki, zato je sodišče konec leta 2015 razglasilo njegov osebni stečaj.
Od leta 1990 je tudi samostojni kulturni delavec, ki raziskuje polpreteklo zgodovino bivše SFRJ oz. delovanje obveščevalnih služb in politične policije bivše SFRJ ter političnih umorov UDBE v času njenega delovanja. Vložil je več ovadb proti domnevnim odgovornim za ta dejanja.
Na lokalnih volitvah leta 2018 je bil izvoljen za župana Občine Radenci.
Knjige:
- Radiorelejne zveze (učbenik za veziste JLA)
- Sam proti njim 1. in 2. del (metodologija delovanja tajnih služb)
- Teharske žive rane (usoda vojnih beguncev iz leta 1945)
- Teharje (Slovenci na tujem po Teharju)
- Trilogija Vetrinje-Teharje-Rog
- Cerkev umira v petek 13.
- KNOJ 1944-1945 (partizanska likvidacijska divizija)
- Dirigent s pištolo
- Črne bukve Gornje Radgone 1945-1950
- Odgovorni za poboje na Celjskem 1945
- Mit o OF in KPS
- Zločini slovenskega Kajna 1 in 2 del
- Huda Jama
- Pokopan živ: Množični poboji zapornikov in civilistov s strani Titovih partizanov
- Pokopan živ: Največji zločin Josipa Broza Tita - Huda Jama
- UDBA